# Péter Székely
Péter Székely (ur. 8 lutego 1955 w Budapeszcie, zm. 31 sierpnia 2003 w Budapeszcie) – węgierski szachista i trener szachowy, arcymistrz od 1994 roku.

## Życiorys
Na przełomie 1974 i 1975 r. odniósł jeden z największych sukcesów w karierze, zdobywając w Groningen tytuł wicemistrza Europy juniorów do 20 lat. Dwa lata później otrzymał tytuł mistrza międzynarodowego.
Kilkakrotnie startował w finałach indywidualnych mistrzostw Węgier, najlepszy wynik osiągając w 1986 r., kiedy w finałowym turnieju zajął VI miejsce. Do jego sukcesów w turniejach międzynarodowych należały m.in.
- dz. III m. w Halle (1982, za Wolfgangiem Uhlmannem i Lutzem Espigiem, wspólnie z Ferencem Portischem i Rainerem Knaakiem),
- II m. w Perniku (1984, za Petyrem Welikowem),
- dz. III m. w Erywaniu (1984, za Arszakiem Petrosjanem i Witalijem Cieszkowskim, wspólnie z Nigelem Shortem, Lewonem Eoljanem(inne języki) i Symbatem Lyputianem),
- dz. II m. w Val Thorens (1989, za Iwanem Manołowem(inne języki), wspólnie z m.in. Gatą Kamskim i Ildikó Mádl),
- dz. II m. w Budapeszcie (1995, turniej First Saturday FS10 GM, za Peterem Endersem, wspólnie z José Gonzálezem Garcíą, Jozsefem Horvathem i Istvanem Almasim(inne języki)),
- III m. w Kairze (1997, za Igorem Nowikowem i Csabą Horvathem),
- dz. III m. w Atenach (1997, turniej Acropolis, za Tamazem Gelaszwilim i Angelosem Vouldisem(inne języki), wspólnie z m.in. Yehudą Gruenfeldem)[1],
- dz. III m. w Dżerbie (1998, za Hichamem Hamdouchim i Glennem Flearem, wspólnie z Nikoła Mitkowem).

Najwyższy ranking w karierze osiągnął 1 lipca 1994 r., z wynikiem 2505 punktów zajmował wówczas 16. miejsce wśród węgierskich szachistów.
W turniejach szachowych uczestniczył niemalże do samej śmierci. W maju 2003 r. podzielił IV m. w Hawanie (turniej Premier–I memoriału José Raúla Capablanki), a w czerwcu uczestniczył w otwartym turnieju w Rabacie. Zmarł 31 sierpnia tego roku na atak serca.
Znaczące osiągnięcia odniósł jako szachowy trener, był sekundantem Gyuli Saxa (1979) i Zoltána Ribli (1982) podczas ich startów w turniejach międzystrefowych, współpracował również z siostrami Polgár.